# Франсін Нійонсаба
Франсін Нійонсаба (англ. Francine Niyonsaba; нар. 5 травня 1993) — бурундійська легкоатлетка, яка спеціалізується в бігу на середні та довгі дистанції.

## Спортивна кар'єра
Учасниця трьох Олімпійських ігор (2012, 2016, 2021).
Срібна олімпійська призерка у бігу на 800 метрів (2016).
Олімпійська фіналістка (5-е місце) у бігу на 800 метрів (2012) та 10000 метрів (2021).
Срібна призерка чемпіонату світу у бігу на 800 метрів (2017).
Дворазова чемпіонка світу в приміщенні у бігу на 800 метрів.
Чемпіонка Африки (2012) та срібна призерка чемпіоната Африки (2018) у бігу на 800 метрів.
Переможниця Діамантової ліги 2021 у бігу на 5000 метрів.
Фізіологічною властивістю спортсменки є підвищений рівень тестостерону в її організмі, через що вона разом з іншими спортсменками (зокрема, Кастер Семенею, Маргарет Вамбуй) підпала під дію введеної 2019 року Світовою легкою атлетикою заборони на участь такій категорії спортсменок в бігових легкоатлетичних дисциплінах від 400 до 1500 метрів. Внаслідок цього Нійонсаба не могла надалі виступати на свой «коронній» дистанції бігу на 800 метрів та задля можливості продовження змагальної кар'єри змінила спеціалізацію, перейшовши на дистанції бігу від 2000 до 10000 метрів.
Рекордсменка світу у бігу на 2000 метрів (2021).

## Основні міжнародні виступи
| Рік  | Змагання                     | Місто          | Місце            | Дисципліна | Примітки         |
| ---- | ---------------------------- | -------------- | ---------------- | ---------- | ---------------- |
| 2012 | Чемпіонат Африки             | Порто-Ново     | 1                | 800 м      |                  |
| 2012 | Олімпійські ігри             | Лондон         |                  | 800 м      | Відео на YouTube |
| 2016 | Чемпіонат світу в приміщенні | Портленд       | 1                | 800 м      |                  |
| 2016 | Олімпійські ігри             | Ріо-де-Жанейро | 2                | 800 м      | Відео на YouTube |
| 2017 | Чемпіонат світу              | Лондон         | 2                | 800 метрів | Відео на YouTube |
| 2018 | Чемпіонат світу в приміщенні | Бірмінгем      | 1                | 800 м      | Відео на YouTube |
| 2018 | Чемпіонат Африки             | Асаба          | 2                | 800 м      |                  |
| 2021 | Олімпійські ігри             | Токіо          | 2забDQ           | 5000 м     |                  |
| 2021 |                              | 10000 м        | Відео на YouTube |            |                  |